# Universidad de San Diego
La Universidad de San Diego es una universidad privada, católica, ubicada en San Diego (California), Estados Unidos. 

## Historia
Fue fundada como San Diego College para mujeres por Charles F. Buddy, D.D., obispo de la Diócesis de San Diego, y la Madre Rosalie Hill, R.S.C.J., de la Sociedad del Sagrado Corazón de Jesús, con fondos de sus respectivas instituciones en unos terrenos denominados Parque de Alcalá (Alcalá Park en inglés), en recuerdo de San Diego de Alcalá. En 1972 la universidad cambió su nombre al actual y se convirtió en universidad mixta.

## Deportes
USD compite en la División I de la NCAA, en la West Coast Conference. 